# 弗拉基米尔·埃图什
弗拉基米尔·阿布拉莫维奇·埃图什（俄語：Владимир Абрамович Этуш，羅馬化：Vladimir Abramovich Etush，1922年5月6日—2019年3月9日）是苏联/俄罗斯电影戏剧演员。1984年获得苏联人民艺术家荣誉称号。

## 生平
1922年5月6日出生于莫斯科。1941年苏德战争爆发后，志愿加入红军，在前线的一支步枪团作战，参与了解放顿河畔罗斯托夫战役。1945年毕业于莫斯科鲍·瓦·史楚金戏剧学院，之后留校从事表演和教学工作。1976年成为教授，1987年成为校长，2003年起担任艺术总监。
2019年3月9日在莫斯科去世。安葬于新圣女公墓。

## 知名出演作品
| 首映年份 | 俄文标题 | 中文译名                 | 饰演   |
| -------- | -------- | ------------------------ | ------ |
| 1955年   |          | 《牛虻》                 |        |
| 1971年   |          | 《12把椅子》             | 工程师 |
| 1978年   |          | 《6月31日》              |        |
| 1982年   |          | 《驴皮公主》             | 国王   |
| 2013年   |          | 《三个火枪手》           | 珠宝商 |
| 2015年   |          | 《逃跑，捕捉，坠入爱河》 | VIP    |

## 轶闻
2007年6月底，有小偷从埃图什的家中破门而入，撬开了保险柜，盗窃了贵重物品。当时他正和妻子在格连吉克度假。从邻居那里得知了消息。
数月后，为归还物品，小偷并没有再次破门而入，而是将装有贵重物品的玻璃纸包装袋放在了门前垫下面，还留了一张纸条，上面写着：“尊敬的埃图什！请您原谅我们，我们是被迫这么做的。物品曾被抵押过，现在归还其中的一部分，其余物品稍后归还”。